# آی‌بوکس
آی‌بوکس (به انگلیسی: iBooks) یک نرم‌افزار کتاب الکترونیکی است که توسط شرکت اپل برای دستگاه‌های مبتنی بر سیستم‌عامل آی‌اواس و اواس ده تولید شده‌است. این نرم‌افزار به همراه آی‌پد در ۲۷ ژانویه ۲۰۱۰ معرفی شد و در اواسط ۲۰۱۰، در قالب آپدیت آی‌اواس۴ برای آی‌فون و آی‌پاد تاچ عرضه شد. این نرم‌افزار به شکل پیش‌فرض بر روی آی‌اواس موجود نیست و کاربر می‌تواند آن را به شکل رایگان از آی‌تیونز اپ استور دانلود نماید.
در دهم ژوئن ۲۰۱۳، طی کنفرانس جهانی توسعه‌دهندگان اپل، کریگ فدریگی اعلام کرد که آی‌بوکس از پاییز ۲۰۱۳ برای اواس ده ماوریکس نیز عرضه خواهدشد.

آی‌بوکس بر روی آی‌فون و آی‌پاد تاچ

آی‌بوکس بر روی اواس ده ماوریکس